# Відьма (поема)

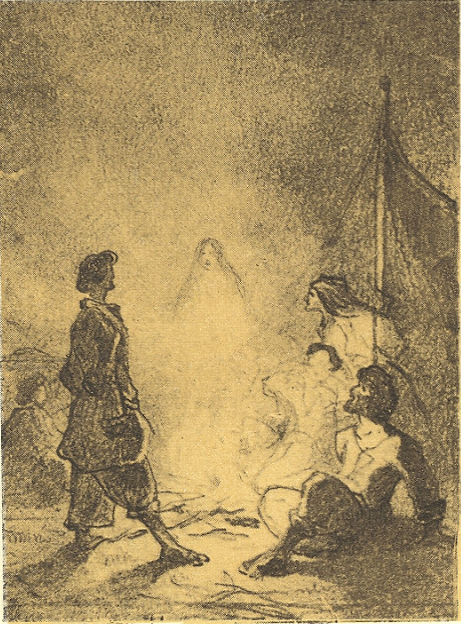
«Відьма» — малюнок Тараса Шевченка до поеми

«Відьма» (з давньоруської вѣдь, «знання») — остання поема Тараса Шевченка, написана перед засланням в Седневі 7 березня 1847 року. Перша назва — «Осика».

## Історія написання
Зберіглося кілька чистових автографів поеми:
- автограф у підготовчому рукопису проектованого 1847 року видання «Кобзаря»[3] під назвою «Осика» датовано: «Седнев, 1847, марта 7»[4];
- та другий автограф у «Малій книжці»[5][4].

Первісний автограф не відомий. 7 березня 1847 року, перебуваючи в Седневі у А. І. Лизогуба, Шевченко переписав поему під назвою «Осика» до підготовчого рукопису проектованого в Києві 1847 року нового видання «Кобзаря». Через арешт кирило-мефодіївців видання здійснене не було. 5 квітня 1847 року під час арешту Шевченка підготовчий рукопис «Кобзаря» було в нього вилучено і передано до III відділу, в архіві якого зошит перебував до 1907 року. Чорновий автограф, з якого Шевченко переписав твір до підготовчого рукопису «Кобзаря», було повернуто Шевченкові, і поет привіз його з собою на заслання. В Оренбурзі, восени — взимку 1849 року (не раніше 1 листопада 1849 року й не пізніше 23 квітня 1850 року — дня арешту поета), після повернення з Аральської описової експедиції, Шевченко переписав твір спочатку без назви з чорнового автографа, з якого він переписував «Осику» до підготовчого рукопису проектованого 1847 року видання «Кобзаря», до «Малої книжки», помістивши його між творами 1846—1847 років під № 4 у четвертому зшитку. Нову назву — «Відьма» — поет дописав пізніше. При переписуванні Шевченко зробив чимало виправлень, вилучив епіграф і звернений до слухачок монолог автора (це — двадцять чотири рядки між 24 і 25 рядками автографа в «Малій книжці»). У тексті «Малої книжки» завершено формування першої редакції твору.
З «Малої книжки» поему разом з іншими творами 1846—1850 років переписано до списку невідомої особи з окремими, за свідченням О. Я. Кониського, виправленнями Шевченка кінця 1850-х років, що належав Л. М. Жемчужникову і тепер не відомий. Подані з нього О. Я. Кониським рядки поеми «Відьма» відбивають текст «Малої книжки», за винятком рядків 231—232 («Хотілось, бач, Щоб мене не знали!»); 261 («Що зробив би?»); 301 («І всім досталося»); 304 («І взяв мене з близнятами»); 306 («Ростуть, ростуть близняточка»); 315 («І в вас так уміють??»); 318 («Послав Богу помолитись»); 323 («В нас його немає»); 342—343 («Лазитиме попідтинню, Поки найдуть…»); 612 («Хрестітеся, не кваптеся»).
Текст першої редакції твору вперше надруковано у виданні: «Шевченко Т. Поезія: У двох томах» 1927 року, — за текстом автографа у підготовчому рукопису проектованого 1847 року видання «Кобзаря» (назва — «Осика»).

## Сюжет
На початку поеми Шевченко звертається до Бога з молитвою, якого й засуджує, й уповає на нього. Поет не тільки прагне справедливості, покарання панів за скоєні злочини, але й сподівається на краще, демонструє силу і слабкість, гнів та ніжність, зневіру та надію.
Молюся, знову уповаю, І знову сльози виливаю, І думу тяжкую мою. Німим стінам передаю.
Перше знайомство з головною героїнею починається з негативного опису, який водночас викликає у читача співчуття. «Неначе п'яна», тобто жінка перебуває в стані схожому на сп'яніння: хитається, хилиться, виглядає стомлено. Тяжкі життєві обставини спричинили стан героїні.
А за шатром в степу співає, Неначе п'яна з приданок. Додому йдучи молодиця.
Побачивши її цигане скрикують «Мара!», тому що для них вона неначе нечиста сила, привид. Героїня з'являється в неочікуваному місті, там, де кочують лише племена, на кшталт циганів. Перед циганами з'явилась жінка, що наводить «жаль і страх». Сидячи біля вогнища вона розповідає свою історію. Про пана, який її знадив, а після народження двійняток, покинув. Жінка співає-розповідає про свої поневіряння із малими дітьми, про повернення в батьківську хату, про смерть батька. Коли діти виросли, їх спіткала лиха доля від того ж пана. Сина Івана забрали в солдати, а доньку — той таки ж пан. Героїня все втратила: соціальний статус, розум, але зберегла материнську любов, вона постійно згадує дітей, шукає їх. До неї приходить просвітлення, вона починає лікувати людей.

## Образ матері
Головна героїня — жінка середніх років, що називає себе «старою бабою», але вона не завжди була такою:
Як була я молодою — І гадки не мала, По садочку проходжала, Квітчалась, пишалась.
Але тепер вона не приділяє достатньої уваги своїй зовнішності, вона неохайна, брудна, волосся не розчісане, ноги зранені, в крові й босі. У молодості Відьма мала гарну зовнішність і знала це, «пишалась», а пан зробив її своєю коханкою, а потім покинув.
Хоча жінка знаходиться у пригніченому стані, вона увесь час співає. Її пісні сумні, сповнені жалю. Вона висловлює в них найболючіше і від цього їй стає легше, пісні допомагають вижити. Жіноча доля, що спіткала Відьму — це типова жіноча доля, трагічна та сумна. Це доля бідної вродливої дівчини, яку використовує пан, потім кидає напризволяще. Жінку не приймають люди, адже вона зганьбила себе. Так і поневіряється вона світами. Найчастіше накладає на себе руки або божеволіє.
Героїня поеми наділена найголовнішою, надзвичайно важливою якістю справжнього християнина — умінням пробачати. Хоча пан завдав їй багато лиха, але вона пробачає йому й не відповідає злом на зло. Відьма — втілення всього антихристиянського володіє християнським всепрощенням. Надзвичайно проникливим є момент, коли пан просить пробачення у Лукії, на що вона відповідає:
…Я прощаю… Я давно простила.
Простивши пана, Лукія не забуває зла, яке він їй заподіяв. Вона раз у раз розповідає дівчатам, які її відвідують, історію свого життя, розповідає їм про свої помилки, вчить їх не повторювати її помилки:
Дівчат научала, Щоб з панами не кохались…
Шевченко — великий гуманіст, він осуджує суспільну мораль, якщо ця мораль знищує окрему людину.

## Композиція
- Експозиція. Молитва за долю жінки.
- Зав'язка. Зустріч циган з Відьмою.
- Кульмінація. Розповідь героїні про свою долю.
- Розв'язка. Героїня пробачає пана, але не забуває кривди, навчає дівчат, щоби не повторили її долі.

## Образ жінки у творах Шевченка
У своїх творах Шевченко ставав на захист потоптаних жіночих прав. Він зібрав воєдино всі страждання закріпачених жінок всіх епох і заявив про них світові. Його жіночі образи — це насамперед незагойна рана кріпацтва. Не випадкові й назви його творів про жінок: «Наймичка», «Відьма», «Сова», «Сліпа», «Мар'яна-черниця», адже саме наймичками, відьмами, совами, сліпими, черницями були жінки в тодішньому суспільстві. На основі однієї лише поеми «Відьма» можемо сказати, що це звинувачувальний акт тодішньому гнобительському ладу. У ній присутні рядки:
В свитині латаній дрожала
Якась людина. На ногах
І на руках повиступала
Од стужі кров; аж струпом стала.
І довгі коси в реп'яхах
Образ жінки в творах Шевченка опоетизований, виступає символом самої України.